# Нікольський Григорій
Священномученик Григорій Нікольський — (13 листопада 1854 — 27 липня 1918 ) — священник і священномученик Російської православної церкви.

## Життя
Народився 13 листопада 1854 року в станиці Яриженськой області Всевеликого війська Донського в родині козачого священника Миколи Григоровича і Параскеви Іванівни. У родині Никольских крім Григорія було ще троє синів — Іван, Стефан і Маркіян. Збереглися відомості, що старший з братів Іван став псаломщиком, а Маркіян служив в дияконські сані.
З самого дитинства Григорій прагнув до служіння перед престолом Божим і бажав присвятити своє життя Церкви. Всі церковні служби він проводив у вівтарі і на криласі, допомагаючи разом з братами батькові за богослужінням. Здобув освіту в Новочеркаському духовному училищі.
Після закінчення навчання кілька років Григорій Миколайович знаходився на громадянської державній службі, яку завершив на посаді начальника телеграфної станції Царевского повіту Астраханської губернії, отримавши чин губернського секретаря. В цей же час він створює сім'ю і одружується на обраниці свого серця Єлизаветі Іванівні.

### Священство
В кінці 1883-го Григорій Миколайович виходить у відставку і приймає рішення прийняти священний сан. 13 листопада єпископом Астраханським Євгеном (Шерешіловим) він був висвячений у сан диякона, а 14 листопада, в день пам'яті апостола Пилипа, в священника і призначений настоятелем Михайло-Архангельського храму села Михайлівського Єнотаєвський повіту Астраханської єпархії. Протягом десяти років він служив в сільських храмах Єнотаєвського і Царевского повітів, брав активну участь в місіонерській діяльності, будучи членом Астраханського відділення Православного місіонерського товариства.
У 1889 році у батька Григорія, з ласки Божої, з'явився на світ спадкоємець син Андрій, а згодом народилися Олександра і В'ячеслав.
Перейшовши в 1892 році в Ставропольську єпархію, священник Григорій був призначений в Олексіївський храм станиці Новолеушковської. Усвідомлюючи важливість освіти козачих дітей, він з перших днів служби в станиці доклав усіх зусиль для підтримки роботи чоловічої та жіночої церковно-парафіяльних шкіл. Як писав про талант священника Григорія спостерігач церковно-парафіяльних шкіл єпархії І. П. Зілітінкевіч, «… глибока відданість шкільній справі, вміння при викладанні Закону Божого пристосовуватися до розуміння дітей, порушувати і підтримувати в них увагу ставлять його в число кращих шкільних працівників в єпархії».
Пастирська ревність отця Григорія не раз була відзначена єпархіальним начальством, від якого він отримував офіційні подяки «за старанне і ревне ставлення» до церковних шкіл.
На початку 1910-х років, священник Григорій виступив з ініціативою будівництва просторого кам'яного храму в станиці Новолеушківській, закладка якого відбулася в свято Різдва Пресвятої Богородиці в 1912 році. Через два роки будівництво було завершено, і трьохпрестольний храм урочисто освятили на честь Казанської ікони Божої Матері.
У січні 1915-го за власним бажанням священномученик Григорій був переведений штатним священником в Чорноморську Маріє-Магдалинську жіночу пустинь. Очолив при монастирі школу жіночого відділення Кубанського виправного притулку.
Священномученик Григорій був відомий як шановний високодуховних і добрий пастир не тільки постійним парафіянам, але й численним паломникам, прибували на прощу з віддалених станиць Кубані.

### Мучеництво
З початком громадянської війни на Кубані в 1918 році настав важкий час для духовенства і ченців. Часто в монастир вривалися революційні більшовицькі загони, влаштовуючи раптові обшуки і нічні перевірки.
27 червня (10 липня) в обитель в черговий раз завітав один з місцевих революційних загонів з метою поглумитися над православною вірою. У цей час у Вознесенському соборі обителі священномученик Григорій служив Божественну Літургію. Озвірілі солдати не зважилися на очах у віруючих заарештувати святого, які в цей час причащалися Святих Христових Таїн.
Після богослужіння вони схопили священномученика Григорія і, підганяючи багнетами гвинтівок і ударами, повели його за стіни обителі. Відійшовши подалі від монастиря, солдати з нелюдською жорстокістю стали бити священника Григорія прикладами гвинтівок і чобітьми. Лише тільки він намагався підняти руку, щоб осяяти себе хресним знаменням, як тут же йому навмисно завдавали по ній удару. «Ми тебе долучимо», — закричали солдати і вистрілили йому з револьвера в рот. Місце поховання священномученика Григорія залишається невідомим.

### Канонізація
На засіданні Священного Синоду Російської Православної Церкви 4 квітня 2019 року ім'я священномученика Григорія було включено до складу Собору новомучеників і сповідників Церкви Російської з встановленням особливого дня пам'яті 27 червня (10 липня)